# عرش الغارب (فرع العدين)

تعديل مصدري - تعديل

عرش الغارب محلة تابعة لقرية الهيجة، التابعة لعزلة الاهمول بمديرية فرع العدين إحدى مديريات محافظة إب في الجمهورية اليمنية، بلغ تعداد سكانها 124 حسب تعداد اليمن لعام 2004.